# Mesilla
Mesilla (vagy La Mesilla, Old Mesilla) város Doña Ana megyében, Új-Mexikó államban, az Egyesült Államokban. A 2020-as népszámláláson lakossága 1760 fő volt, a Las Cruces Metropolitan Statistical Area része.
A polgárháború idején Mesilla átmenetileg az Arizona konföderációs terület fővárosa volt.

## Demográfia
A 2020-as népszámláláson a város lakossága 1760 fő volt. Ezen lakosság átlagéletkora 50,8 év, ami az állami átlagnak az 1,3-szorosa. A lakosság 45%-a fehér, míg 53%-a pedig hispán eredetű. Egy háztartás bevétele pedig 58 ezer dollár körül van, ami az egyetemi végzettséggel rendelkező lakosság számához hasonlóan szintén magasabb, mint az állam középértéke és a szegénységi átlag sokkal alacsonyabb, mint Új-Mexikóban.

## Földrajza
Mesilla a megye földrajzi középpontjában helyezkedik el, a várostól északkeletre közvetlenül Las Cruces megyeszékhely található, míg délkeletre San Pablo, keletre pedig Tortugas. A Rio Grande áthalad a város nyugati részén.